# Detector de evaluación de radiación
El detector de evaluación de radiación (RAD, por sus siglas en inglés) es un instrumento montado en el rover Curiosity del Mars Science Laboratory. Fue el primero de los diez instrumentos que se encendieron durante la misión.

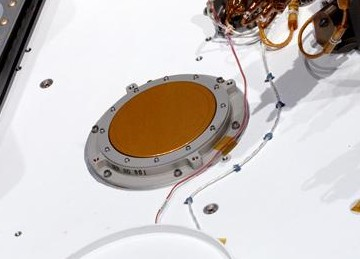
Detector de evaluación de radiación visto por Mastcam

## Propósito
La primera función de RAD fue caracterizar el amplio espectro del entorno de radiación encontrado dentro de la nave espacial durante la fase de crucero. Estas mediciones nunca se han hecho antes desde el interior de una nave espacial en el espacio interplanetario. Su objetivo principal es determinar la viabilidad y las necesidades de blindaje de los posibles viajeros humanos en una misión tripulada a Marte, así como caracterizar el entorno de radiación en la superficie de Marte, que comenzó a realizar inmediatamente después de que MSL aterrizó en agosto de 2012. Encendido después del lanzamiento, el RAD registró varios picos de radiación causados por el Sol.
RAD es financiado por la Dirección de Misiones de Sistemas de Exploración en la Sede de la NASA y la Agencia Espacial de Alemania (DLR) y desarrollado por el Southwest Research Institute (SwRI) y el grupo de física extraterrestre en Christian-Albrechts-Universität zu Kiel, Alemania.

## Astrobiología

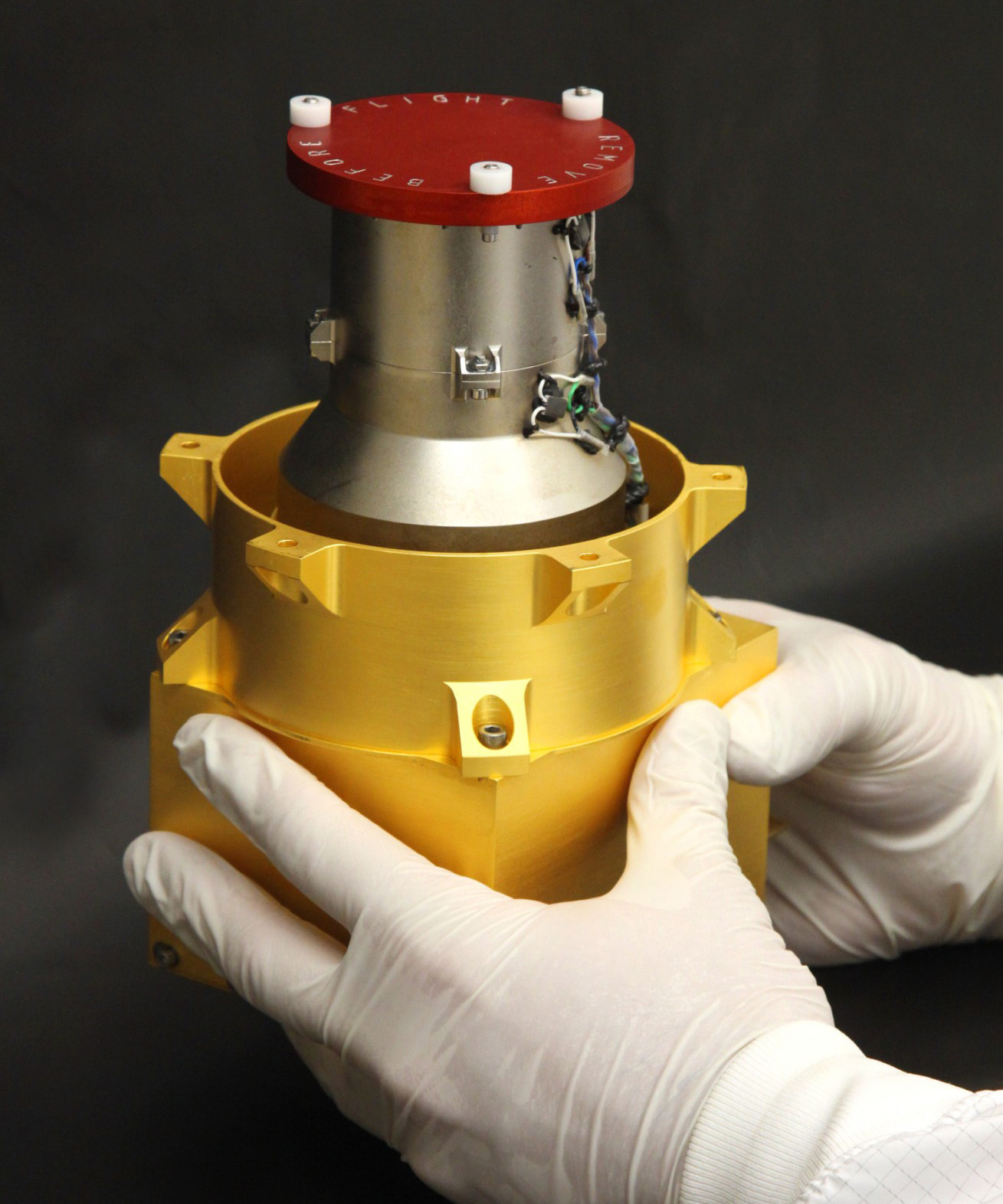
Detector de evaluación de radiación en el rover Curiosity (Mars Science Laboratory)

Las fuentes de radiación que preocupan a la salud humana también afectan la supervivencia microbiana, así como la conservación de productos químicos orgánicos y biomoléculas. La RAD actualmente está cuantificando el flujo de radiación biológicamente peligrosa en la superficie de Marte hoy, y ayudará a determinar cómo estos flujos varían en las escalas de tiempo diurnas, estacionales, solares y episódicas (llamaradas, tormentas). Estas mediciones permitirán cálculos de la profundidad en roca o suelo a la que este flujo, cuando se integra en escalas de tiempo largas, proporciona una dosis letal para microorganismos terrestres conocidos. A través de estas medidas, los científicos pueden aprender qué tan profundo debajo de la superficie tendría que ser la vida, o ha estado en el pasado, para estar protegido.
La investigación publicada en enero de 2014 de los datos de RAD, afirma que "la radiación ionizante influye fuertemente en las composiciones y estructuras químicas, especialmente para el agua, las sales y los componentes sensibles a la redox, como la materia orgánica". El informe concluye que es in situ ". las medidas de superficie, y las estimaciones subsuperficiales, restringen la ventana de preservación de la materia orgánica de Marte después de la exhumación y la exposición a radiación ionizante en los pocos metros superiores de la superficie de Marte.

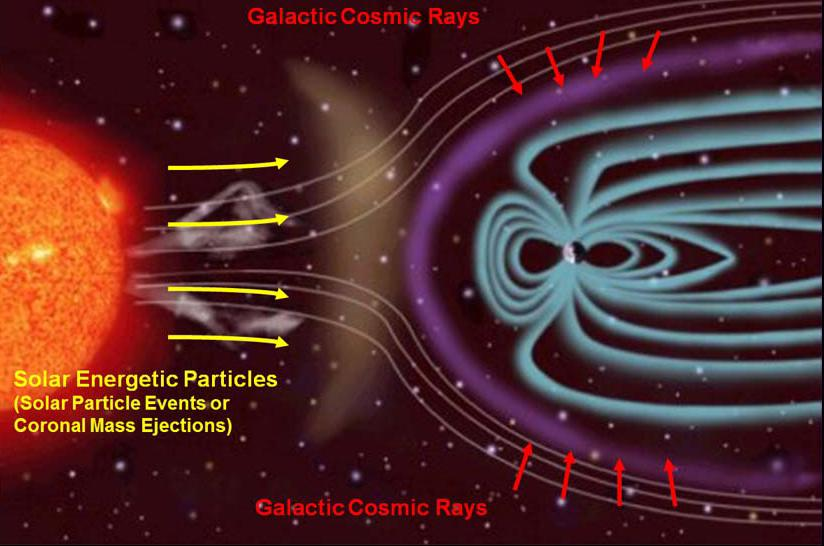
Fuentes de radiación ionizante en el espacio interplanetario